# Арбуан
Арбуан (фр. Arbouans) насеље је и општина у источној Француској у региону Франш-Конте, у департману Ду која припада префектури Монбелијар.
По подацима из 2011. године у општини је живело 973 становника, а густина насељености је износила 737,12 становника/km². Општина се простире на површини од 1,32 km². Налази се на средњој надморској висини од 320 метара (максималној 352 m, а минималној 312 m).

## Демографија
| 1962. | 1968. | 1975. | 1982. | 1990. | 1999. | 2011. |
| ----- | ----- | ----- | ----- | ----- | ----- | ----- |
| 998   | 1.019 | 1.047 | 942   | 1.185 | 1.096 | 973   |

График промене броја становника у току последњих година